# Señor Rossi
El Señor Rossi es un personaje de ficción creado por el animador italiano Bruno Bozzetto de quien se han realizado un total de siete cortometrajes y tres películas, más una serie para televisión en 11 capítulos de dos minutos cada uno llamada "Il Signor Rossi e lo Sport", nunca editada comercialmente.

## Biografía del personaje
El personaje nació en 1960, cuando Bozzetto, frustrado y molesto porque el Jurado del Gran Premio Bergamo Internazionale del Film d'Arte e sull'Arte había rechazado una de sus obras, decidió hacerla pedazos para inmediatamente recoger su experiencia en el primer corto del Personaje, "Un Oscar para el Señor Rossi". Bozzetto concibió al personaje como personificación del italiano medio de la época, en un país que vivía un boom económico sin precedentes pero donde también se dejaban sentir por vez primera los inconvenientes del progreso: despersonalización, soledad, incomunicación, trabajo excesivo, contaminación, alienación, neurosis...
De este modo, Bozzetto, siempre con la colaboración indispensable de Guido Manuli, su mano derecha, inicia una serie de cortometrajes que llevarán al Señor Rossi a vivir toda una serie de experiencias que caracterizaban la transformación económica de la Italia de los '60: va a esquiar a la montaña, va de vacaciones al mar, se compra un coche... Cada episodio resulta así un excepcional retrato social de su época, siempre desde una perspectiva marcadamente irónica y hasta algo amarga en ocasiones.
La música de estos cortos, que siempre ha sido considerada de especial importancia por parte de Bozzetto, corre en un primer momento a cargo del músico de jazz milanés Paolo Tomelleri, para después pasar a manos de Franco Godi, creador del tema musical más famoso del Señor Rossi, Viva la Felicità.
En el 1976 el Estudio Bozzetto se asocia con la productora alemana Wagner Hallig Film para producir tres largometrajes con el Señor Rossi como protagonista. Maurizio Nichetti se hace cargo con Manuli del proyecto (el mismo Bozzetto admite que dejó deliberadamente el proyecto en sus manos porque estaba inmerso en la producción de otra de sus películas, Allegro, non troppo), el personaje adquiere voz, se incorporan otros personajes menores (como Gastone, su fiel perro), los diseños se hacen progresivamente más psicodélicos, y la historias pierden gran parte de su cinismo para reorientarse definitivamente a un público más infantil.
Fue con esta serie de películas, emitidas en España en capítulos en varios ocasiones desde finales de los '70 hasta principios de los '90, con la que el personaje obtuvo mayor reconocimiento, especialmente en Italia, España y Alemania, donde existe un gran interés en todo lo que rodea al personaje.
El Señor Rossi murió abrasado en la película "Allegro non troppo" (como "pequeña venganza", como admitiría posteriormente Bozzetto) para resucitar misteriosamente en lo que sería su última aparición, "Las vacaciones del Señor Rossi". A pesar de diversos rumores sobre una posible nueva película animada en 3D del Señor Rossi, Maurizio Nichetti ha afirmado en el documental Una Vita da Cartone que nunca más se volverá a hacer una película con el personaje.

## Películas
- 1976 El Señor Rossi busca la Felicidad
- 1977 Los sueños del Señor Rossi
- 1978 Las Vacaciones del Señor Rossi

## Cortos
- 1960 Un oscar per il Signor Rossi
- 1963 Il Signor Rossi va a sciare
- 1964 Il Signor Rossi al mare
- 1966 Il Signor Rossi compra l'automobile
- 1970 Il Signor Rossi al camping
- 1971 Il Signor Rossi al safari fotográfico
- 1974 Il Signor Rossi a Venezia